# Drugi gabinet lorda Rockinghama

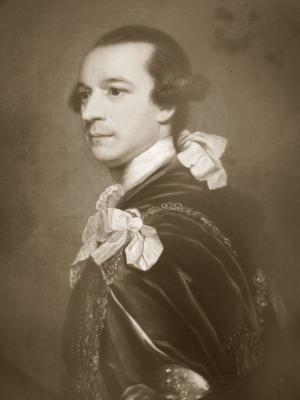
Markiz Rockingham, pierwszy lord skarbu, przewodniczący Izby Lordów

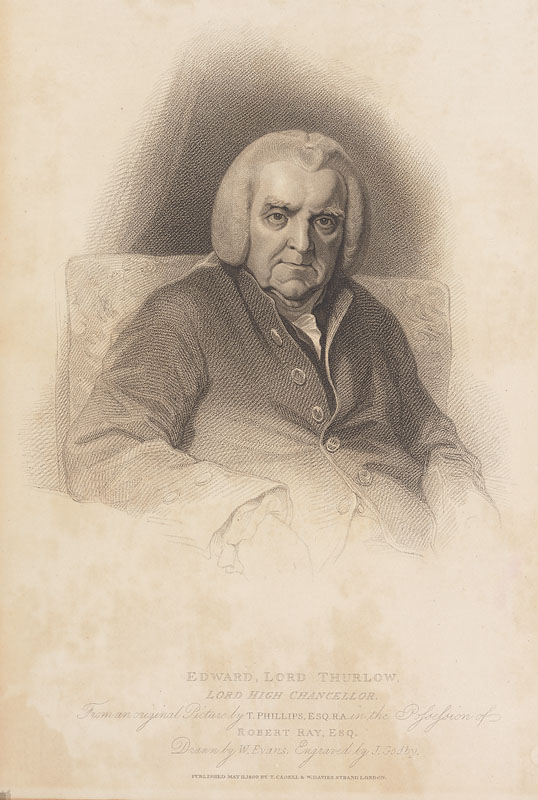
Baron Thurlow, lord kanclerz

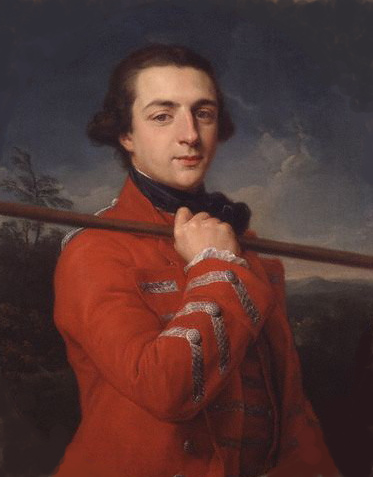
Książę Grafton, lord tajnej pieczęci

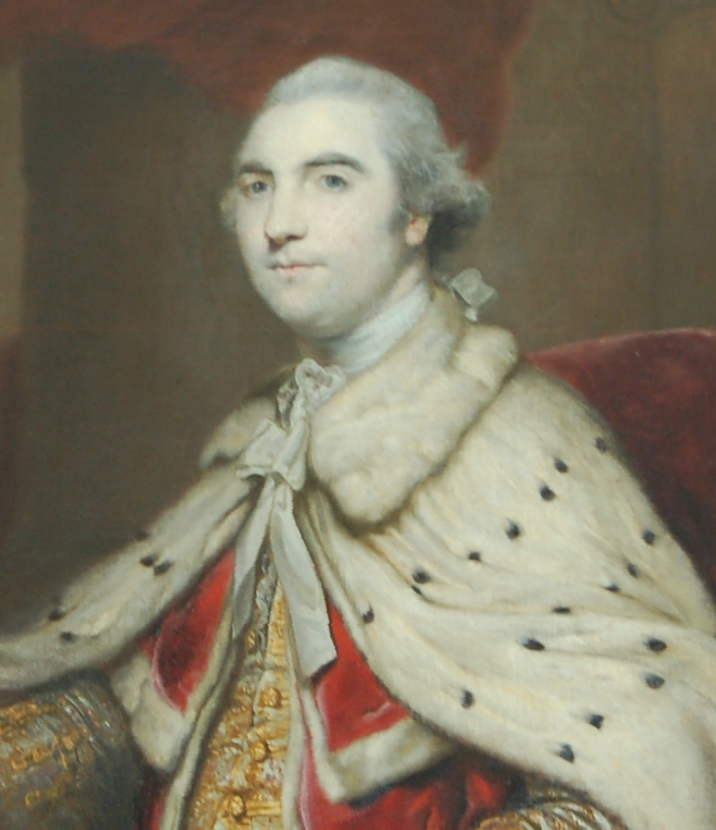
Hrabia Shelburne, minister spraw wewnętrznych

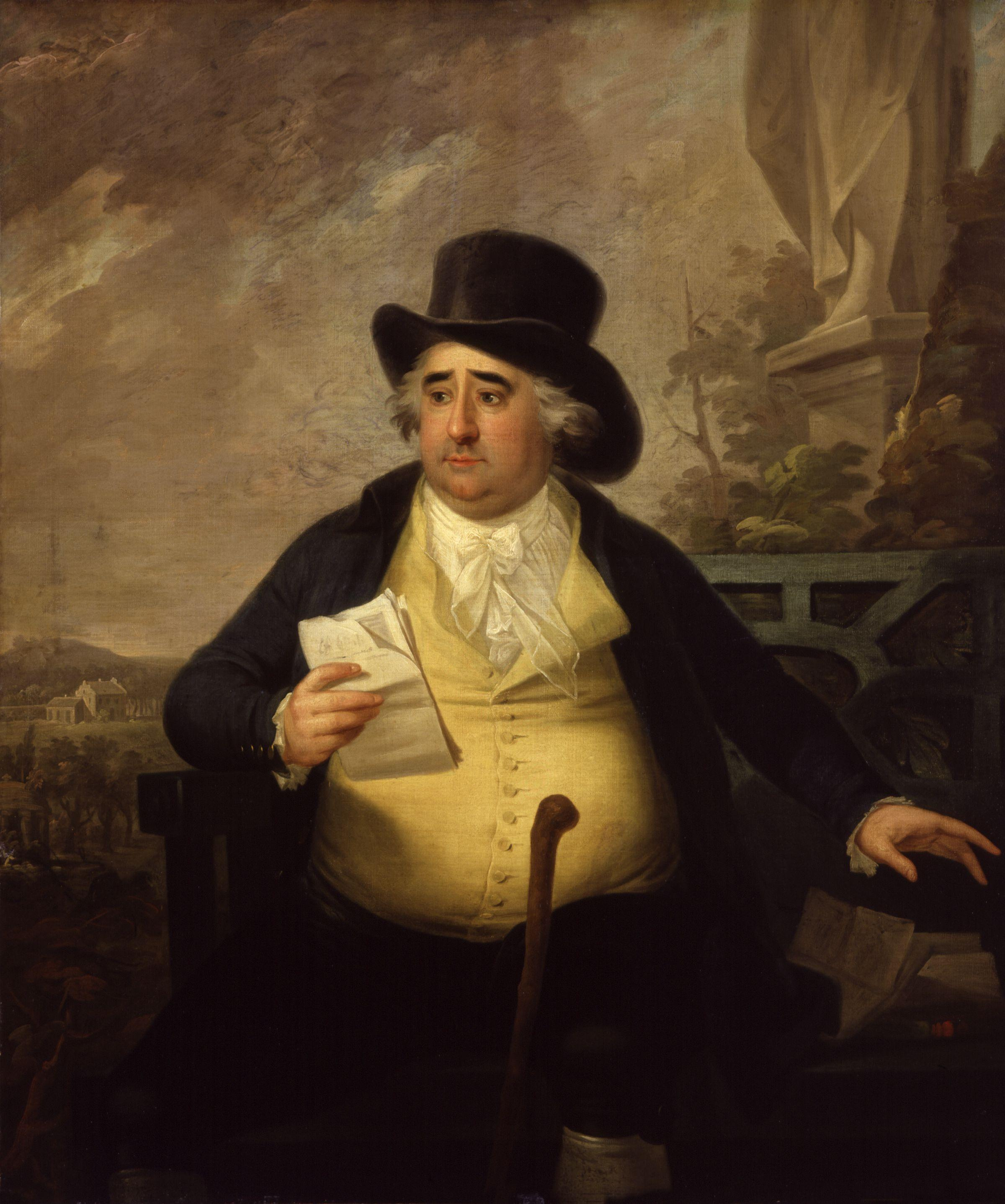
Charles James Fox, minister spraw zagranicznych

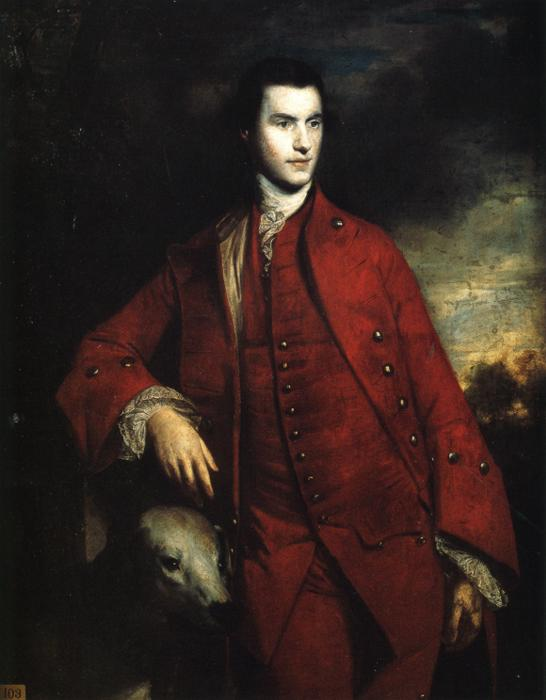
Książę Richmond, generał artylerii

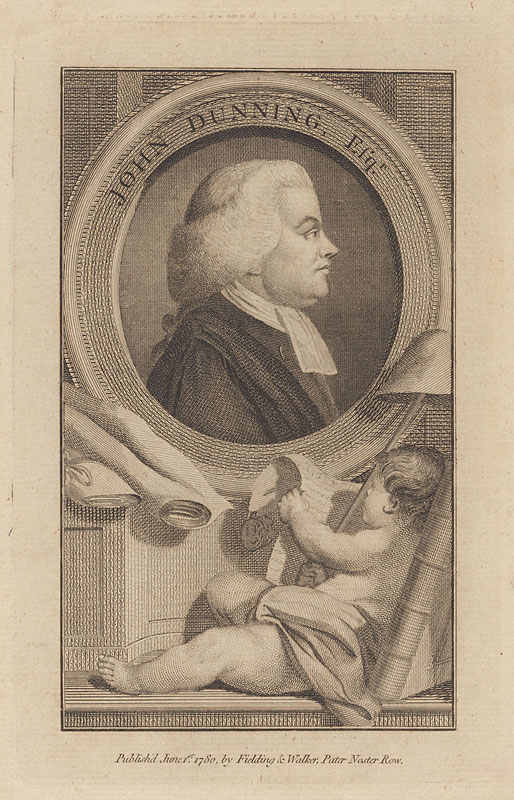
Baron Ashburton, Kanclerz Księstwa Lancaster

Drugi rząd partii wigów pod przewodnictwem Charlesa Watsona-Wentwortha, 2. markiza Rockingham, powstał w marcu 1782 r. i przetrwał do śmierci Rockinghama w lipcu tego roku.

## Skład gabinetu
| Urząd                                                 | Imię i nazwisko                                | Kadencja |
| ----------------------------------------------------- | ---------------------------------------------- | -------- |
| Pierwszy lord skarbu Przewodniczący Izby Lordów       | Charles Watson-Wentworth, 2. markiz Rockingham | 1782     |
|                                                       |                                                |          |
| Lord kanclerz                                         | Edward Thurlow, 1. baron Thurlow               | 1782     |
| Lord przewodniczący Rady                              | Charles Pratt, 1. baron Camden                 | 1782     |
| Lord tajnej pieczęci                                  | Augustus FitzRoy, 3. książę Grafton            | 1782     |
| Minister spraw wewnętrznych                           | William Petty, 2. hrabia Shelburne             | 1782     |
| Minister spraw zagranicznych Przewodniczący Izby Gmin | Charles James Fox                              | 1782     |
| Pierwszy lord Admiralicji                             | Augustus Keppel, 1. wicehrabia Keppel          | 1782     |
| Naczelny dowódca Sił Zbrojnych                        | Henry Seymour Conway                           | 1782     |
| Generał artylerii                                     | Charles Lennox, 3. książę Richmond             | 1782     |
| Kanclerz skarbu                                       | John Cavendish                                 | 1782     |
| Kanclerz Księstwa Lancaster                           | John Dunning                                   | 1782     |